# Peckia roppai
Peckia roppai är en tvåvingeart som beskrevs av Guilherme A.M.Lopes och Tibana 1982. Peckia roppai ingår i släktet Peckia och familjen köttflugor. Inga underarter finns listade i Catalogue of Life.